# رود تیرلیان
رود تیرلیان (باشقیری: Тирлән) یک رودخانه در باشقیرستان کشور روسیه است.